# Grigore Obrejanu
Grigore Obrejanu (n. 10 ianuarie 1911, Cioburciu, Stînga Nistrului, azi Republica Moldova – d. 27 ianuarie 1992, București) a fost un pedolog român, membru titular al Academiei Române, dar și un cercetător important, considerat fondatorul pedologiei ameliorative în România. Prin contribuțiile sale științifice și didactice, a dezvoltat metode de ameliorare a solurilor „bolnave” (saline, alcaline, nisipoase), fiind recunoscut pentru lucrarea de referință „Pedologia ameliorativă” și pentru organizarea cercetării agricole românești.

## Biografie
Grigore Obrejanu, pe numele său adevărat Obrazencu Grigore, s-a născut la 10 ianuarie 1911 în satul Cioburciu, Basarabia, pe atunci parte a Imperiului Rus, în gubernia Herson. A urmat școala primară în Cioburciu și Tighina, apoi liceul la Chișinău (1924–1930), obținând bacalaureatul la 19 ani. Într-o perioadă în care Basarabia nu avea o școală agricolă de nivel superior, a studiat la Facultatea de Agronomie din Cluj, parte a Academiei de Înalte Studii Agronomice, între 1931 și 1935. A beneficiat de sprijinul extraordinar al corpului didactic ardelenesc, care a încurajat absolvenții basarabeni să rămână în țară după Marea Unire. Alți colegi basarabeni sprijiniți în acest mod au fost Petre Fitoianu, Andrei Piescu, Alexe Potlog, Lidia Zubrițchi, Octavian Vasiloschi, Teodor Ghinculov, Atanasie Perju și Olga Bulacev.
După absolvire, a lucrat la Camera de Agricultură Satu Mare (1938–1939), fiind preocupat de pășuni și fânețe, apoi ca asistent la Laboratorul de culturi furajere al Stațiunii de Ameliorarea Plantelor din Cluj (1939–1940) și la Stațiunea de Cercetări Agricole Câmpia Turzii (1940–1946). În această perioadă timpurie, Obrejanu promitea o carieră în domeniul plantelor furajere, însă în 1945, după plecarea conferențiarului C.V. Oprea, a fost numit conferențiar la catedra de Mineralogie și Geologie Agricolă a Facultății de Agronomie din Cluj, unde pedologia era o disciplină distinctă. Între 1948 și 1951, a devenit profesor titular, o ascensiune rapidă, deși inițial cu o experiență limitată în pedologie, ceea ce a atras reticența unor pedologi consacrați, care l-au recunoscut ca valoare abia după ce s-a impus prin rezultatele sale. Ascensiunea sa a fost favorizată și de schimbările politice de după război.
În 1951, s-a transferat la Institutul Agronomic „Nicolae Bălcescu” din București, unde a predat pedologia până în 1977, ca profesor consultant, colaborând cu profesori precum Nicolae Cernescu și Ștefan Puiu. Între 1951 și 1969, a fost director adjunct al Institutului Central de Cercetări Agricole (ICAR), contribuind la reformarea cercetării agricole românești. A murit la 27 ianuarie 1992, în București.

## Activitate științifică și publicistică
Grigore Obrejanu a adus contribuții majore în pedologia ameliorativă, elaborând metode de îmbunătățire a solurilor saline, alcaline, nisipoase și aluviale, fiind considerat fondatorul acestei discipline în România. Persoană liniștită, muncitoare și corectă, fără a fi implicat în conflicte, Obrejanu a fost un coleg merituos al pedologilor din timpul său, precum N. Bucur, N. Cernescu și C.V. Oprea, dar a avut primatul fondării obiectului „Pedologia ameliorativă” în învățământul agronomic. A coordonat programe de cercetare prin ICAR, Institutul de Studii și Cercetări Pedologice și Institutul de Cercetări pentru Îmbunătățiri Funciare și Pedologice, organizând conferințe naționale și simpozioane internaționale. Era respectat de studenți și colaboratori, fiind adesea numit „tovarășul profesor”, expresie care reflecta admirația față de el.

### Cercetări în pedologia ameliorativă
Obrejanu a studiat solurile „bolnave”, propunând măsuri ameliorative pentru solurile saline și alcaline din lunca Dunării, Câmpia Română și interfluviul Mureș-Crișul Alb. Lucrări precum „Contribuții la caracterizarea pedoameliorativă a solurilor saline și alcaline” (1966) și „Cercetări experimentale privind ameliorarea solurilor salinizate secundar sub orezărie” (1960) au introdus soluții practice, precum udarea pentru dizolvarea sărurilor și aplicarea amendamentelor. A cercetat solurile aluviale, publicând studii precum „Clasificarea solurilor aluviale” și „Caracterizarea morfologică și fizico-chimică a solurilor aluviale din incinta îndiguită a Boianu-Sticleanu”, oferind date utile pentru practica agricolă, deși fără analiza interpretativă detaliată a lui N. Bucur. Alte contribuții includ „Caracterizarea agroproductivă a solurilor din estul Olteniei” (1959), „Solurile din regiunea inundabilă a Dunării” și „Aspecte fizice ale fertilității solurilor din depresiunile țărilor de est a Câmpiei Române” (1962).
A acordat o atenție特別ă solurilor nisipoase, contribuind la introducerea lor în circuitul agricol, cu rezultate remarcabile în zone precum Dăbuleni, sudul Moldovei și vestul țării. Lucrarea „Valorificarea nisipurilor și solurilor nisipoase din România” (1972, cu T. Trandafirescu) a fundamentat exploatarea agricolă a acestor soluri, structurată în patru părți: răspândirea și formarea nisipurilor, clasificarea lor, modificarea proprietăților fizico-mecanice și hidrice, și dirij THIRDarea fertilității. A propus metode practice, precum modelarea dunelor, combaterea eroziunii eoliene, fixarea nisipurilor, fertilizarea cu îngrășăminte organice, verzi și minerale, irigațiile și cultivarea viței de vie sau a pomilor fructiferi pe nisipuri.
A efectuat cercetări detaliate asupra regimului hidrosalin, publicând lucrări precum „Contribuții la studiul regimului hidrosalin al solurilor din incinta îndiguită Călmățui Gropeni” (1961) și „Regimul hidrosalin al unor soluri din partea mijlocie a bazinului râului Călmățui”. A concluzionat că solurile saline și alcaline, deși bogate în azot și fosfor, nu permit plantelor să utilizeze aceste elemente din cauza excesului de săruri nocive.

### Lucrări majore
Tratatul „Pedologia ameliorativă” (1966) este considerat o lucrare de referință, adresată specialiștilor din agricultură, cercetare și învățământ, fiind una dintre primele de acest fel la nivel mondial. Lucrarea este structurată în șase părți: proprietățile chimice și fizice care limitează fertilitatea solurilor, solurile cu exces de umiditate, solurile aluviale, solurile saline și alcaline, solurile acide, și nisipurile și solurile nisipoase. Se bazează pe o bibliografie extinsă de 244 de lucrări, incluzând contribuții ale unor personalități precum Antipov-Karataev, S. Arany, N. Bucur, N. Cernescu, N. Florea, Gh. Ionescu Sisești, C.V. Oprea, St. Puiu și T. Saidel.
Alte lucrări notabile includ „Pedologie” (1972), primul tratat modern de pedologie din România, cu un nivel academic incontestabil, bazat pe cercetări românești. „Valorificarea nisipurilor și solurilor nisipoase din România” (1972, cu T. Trandafirescu) a pus bazele exploatării agricole a acestor soluri, fiind urmată de lucrări precum „Agrofitotehnia pe terenuri nisipoase” de L. Pop, I. Matei și I. Chichea. A publicat și „Curs de pedologie” (1961–1964), esențial pentru studenți, cu o bogată bibliografie sovietică, fiind cea mai importantă apariție a momentului la Institutul Agronomic „Nicolae Bălcescu” București.

### Contribuții administrative
Ca director adjunct al ICAR (1951–1969), Obrejanu a coordonat programe de cercetare agricolă în contextul colectivizării, contribuind la autonomia agricolă a României. A inițiat secțiunea de pedologie agricolă în cadrul ICAR în 1952 și a menținut colectivele de cercetători active în perioada dificilă a colectivizării, până la reformarea cercetării în 1962 sub conducerea lui N. Giosan. A rămas în funcție până în 1969, când s-a înființat Academia de Științe Agricole și Silvice, o reformă majoră coordonată de N. Giosan. A organizat primul simpozion republican privind ameliorarea solurilor saline și alcaline (Rușețu, 1968), sub egida Societății Naționale Române pentru Știința Solului, cu lucrări publicate în „Publicațiile Societății Naționale Române pentru Știința Solului”. A inițiat conferințe naționale de știința solului între 1970 și 1990, la intervale de trei ani, precum a X-a Conferință Națională de Știința Solului (1979), cu 254 de participanți și teme precum fizica solului, fertilitatea și clasificarea solului. A organizat simpozioane internaționale, precum „Solul și cultura cartofului” și „Solul și gospodărirea pădurilor”, cu invitați din zece țări.

## Distincții
- Premiul de Stat (1953)
- Membru corespondent al Academiei Române (1955)
- Membru titular al Academiei Române (1963)
- Membru al Academiei Agricole din Cehoslovacia (1960)
- Membru al Academiei de Științe Agricole și Silvice (1969)
- Membru al Academiei Unionale de Științe Agricole „V.I. Lenin”, Moscova (1979)